# Kałmykowiec

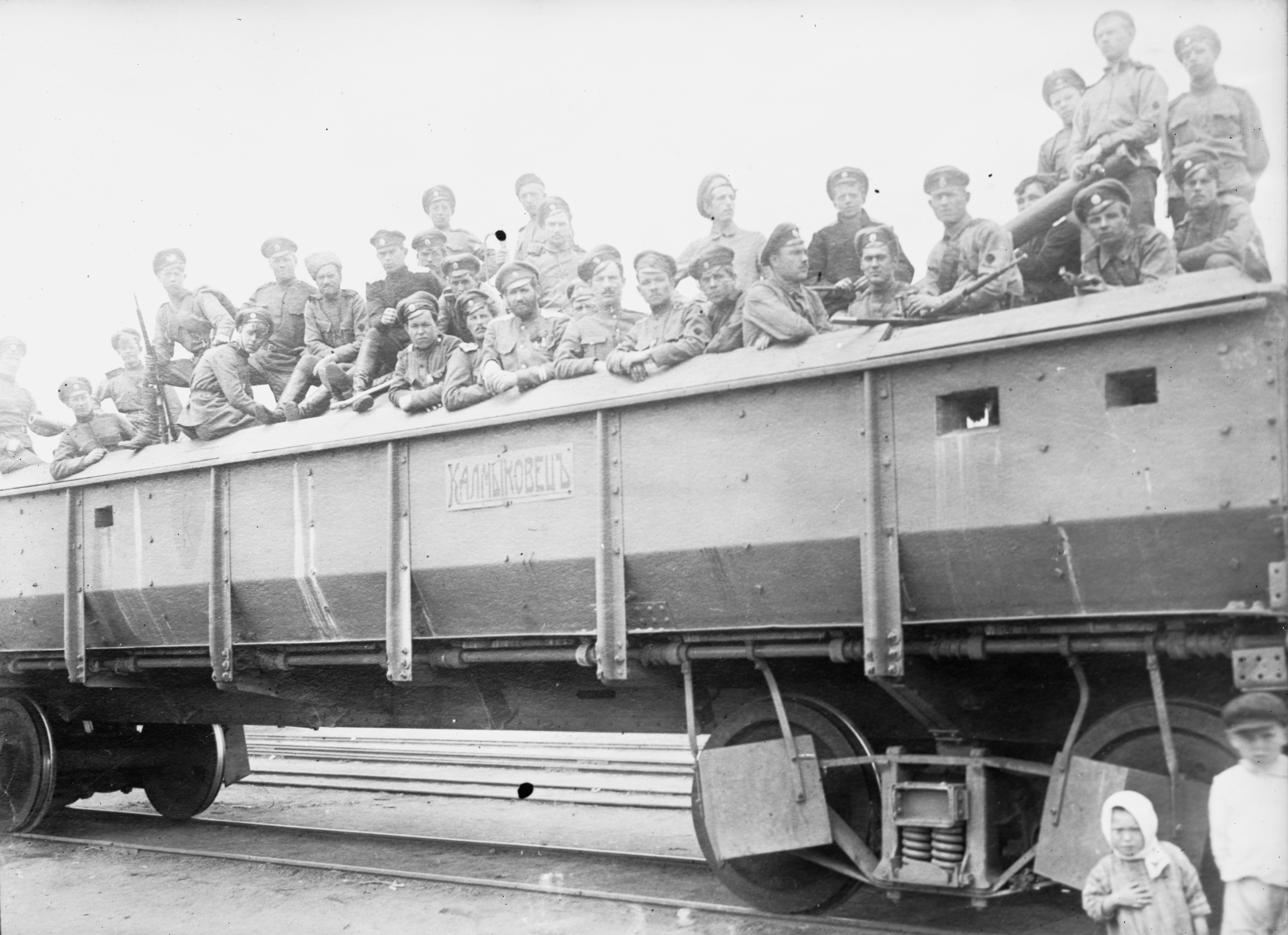
Pociąg pancerny "Kałmykowiec"

"Kałmykowiec" (ros. Бронепоезд "Калмыковец") – pociąg pancerny Białych podczas wojny domowej w Rosji
5 lipca 1918 r. po nocnej walce z oddziałami bolszewickimi żołnierze Specjalnego Oddziału Ussuryjskiego, nacierający w kierunku na Nikolsk-Ussuryjski, zdobyli w rejonie węzła kolejowego Tałowyj nieprzyjacielski pociąg pancerny z uzbrojeniem i amunicją. Na początku stycznia 1919 r. pod nazwą "Kałmykowiec" został on włączony w skład Oddziału. Pociąg składał się z kilku wagonów (m.in. wagonu 2-przedziałowego z nadbudowaną betonową wieżyczką i platformy kolejowej z 3 działkami 47 mm), ciągniętych przez zwykłą lokomotywę. Jego dowódcą został podesauł Woznicyn. Załoga liczyła ok. 60 ludzi. Po przekształceniu Specjalnego Oddziału Ussuryjskiego w Samodzielną Atamana Kałmykowa Brygadę Ussuryjską "Kałmykowiec" wszedł w skład dywizjonu pociągów pancernych. Uczestniczył w walkach przeciwko partyzantom w Kraju Chabarowskim. Do pociągu w tym okresie został dołączony specjalny wagon, nazwany wagonem śmierci, w którym byli przesłuchiwani, torturowani i na koniec zabijani schwytani partyzanci. W dniach 17-18 listopada tego roku pociąg wspierał antybolszewickie powstanie, które wybuchło we Władywostoku. Dalszy jego szlak bojowy nie jest znany. W składzie utworzonej na pocz. 1920 r. Samodzielnej Mieszanej Atamana Kałmykowa Dywizji Ussuryjskiej już nie występował.